# شوح
الشوح أو التَّنُّوب أو تنوب صنوبري هو جنس شجري يتبع الفصيلة الصنوبرية ويضم 45-55 نوعاً. ارتفاع هذه الأشجار من 10-80 متراً و قطر الجذع من 0.5-4 متر.

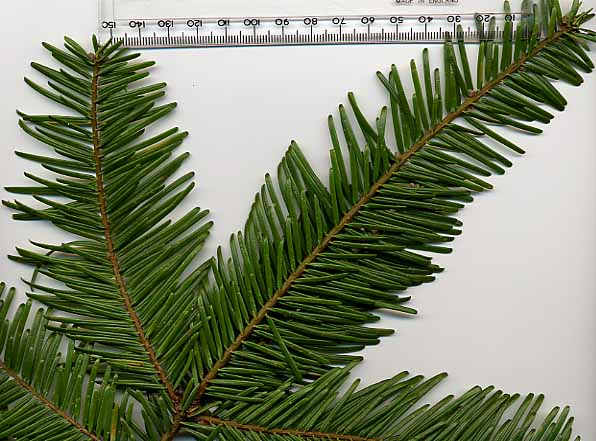
تنوب

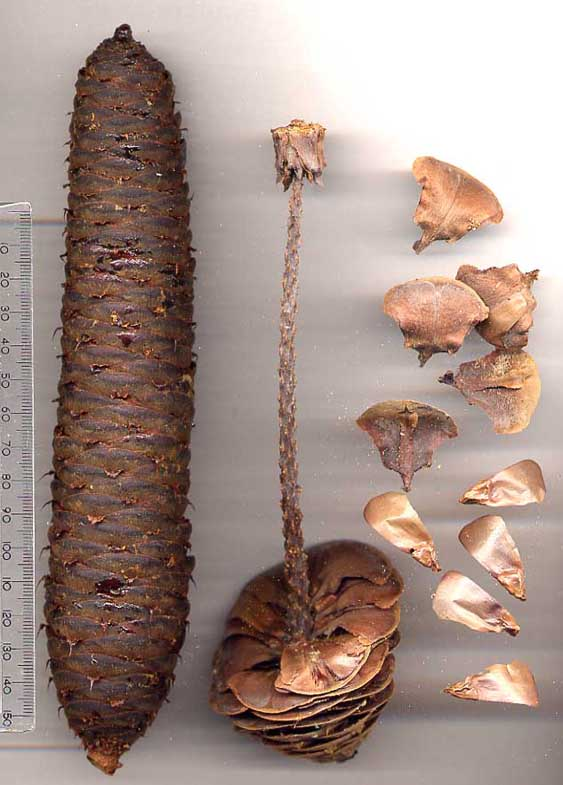
كيزان التنوب البلغاري

## الزيت العطري
يحوي الزيت العطري المستخلص من بعض أنواع الشوح على مركب كارين في تركيبه.

## من أنواع الشوح الأصيلة في الوطن العربي
- الشوح الإسباني (باللاتينية: Abies pinsapo)
- تنوب قيليقية أو تنوب سوري (باللاتينية: Abies cilicica)
- الشوح النوميدي (باللاتينية: Abies numidica)

## من أنواعه الأخرى
- الشوح الأبيض (باللاتينية: Abies alba)
- الشوح البلسمي (باللاتينية: Abies balsamea)
- الشوح البلغاري (باللاتينية: Abies borisii-regis)
- الشوح السخاليني (باللاتينية: Abies sachalinensis)
- الشوح السيبيري (باللاتينية: Abies sibirica)
- الشوح الشنغي (باللاتينية: Abies chengii)
- الشوح الصقلي (باللاتينية: Abies nebrodensis)
- الشوح النبيل (باللاتينية: Abies procera)
- الشوح الغواتيمالي (باللاتينية: Abies guatemalensis)
- الشوح القاسي (باللاتينية: Abies firma)
- الشوح القوقازي (باللاتينية: Abies nordmanniana)
- الشوح الكاواكامي (باللاتينية: Abies kawakamii)
- الشوح الكبير (باللاتينية: Abies grandis)
- الشوح الكثيف (باللاتينية: Abies densa)
- الشوح الكوري (باللاتينية: Abies koreana)
- الشوح الكيفالوني (باللاتينية: Abies cephalonica)
- الشوح الظريف (باللاتينية: Abies amabilis)
- الشوح المقدس (باللاتينية: Abies religiosa)
- الشوح قصير الورق (باللاتينية: Abies homolepis)
- الشوح كبير القنابات (باللاتينية: Abies bracteata)
- الشوح متساوي الألوان (باللاتينية: Abies concolor)

## روابط خارجية
- لماذا أصبحت شجرة الشوح رمزا لعيد رأس السنة؟ - تقرير لقناة روسيا اليوم على يوتيوب عن شجرة الشوح